# Universidad Tecnológica del Perú
La Universidad Tecnológica del Perú (siglas: UTP) es una universidad privada propiedad del Grupo Intercorp. Fundada el 8 de septiembre de 1997, cuenta con 5 sedes en la ciudad de Lima, ubicadas en los distritos de Ate, Los Olivos, Cercado de Lima, San Juan de Lurigancho y Villa El Salvador. Mientras que, a nivel nacional, tiene filiales en Nuevo Chimbote, Arequipa, Chiclayo, Huancayo, Ica, Piura y Trujillo.
Ofrece 63 programas de estudio entre pregrado y posgrado. El 52% de sus 71 878 estudiantes están inscritos en programas del campo de la ingeniería, y el 29% en programas de administración y negocios.

## Historia
La UTP fue fundada el 8 de septiembre de 1997 por el ingeniero industrial Roger Amuruz Gallegos, propietario de la cadena de institutos de educación superior IDAT. Inició su funcionamiento en noviembre del mismo año, cuando el Consejo Nacional de Autorización y Funcionamiento de Universidades (CONAFU) autorizó su funcionamiento. 
En agosto de 2005, la universidad inauguró la Facultad de Ciencias de la Comunicación. Para ello, estableció un convenio con Panamericana Televisión.
En julio de 2012, la universidad fue adquirida por el Grupo Intercorp, que celebró un contrato de compraventa con el Grupo IDAT de las acciones de la UTP y de la Universidad Privada de Chiclayo (UPCH), lo que lo convirtió en el accionista mayoritario de ambos centros de estudios. El grupo empresarial adquirió 72,874,213 acciones de las 145,748,424 acciones existentes.
El 13 de junio de 2019, tras 1 año de evaluaciones, la Superintendencia Nacional de Educación Superior Universitaria (SUNEDU) otorgó el licenciamiento institucional a la universidad tras verificar que cumplió con las Condiciones Básicas de Calidad establecidas en la Ley Universitaria. La vigencia del licenciamiento es por seis años. Según la SUNEDU, la UTP optó por desistir de cinco programas de pregrado y cuatro programas de postgrado (tres maestrías y un doctorado). Además, incrementó el porcentaje de docentes a tiempo completo de 4% a 26.6%. Indicaron que también incrementaron su presupuesto para investigación a S/ 5.7 millones en el 2019.

## Facultades y escuelas

### Pregrado
La universidad ofrece varios programas de estudios de pregrado y maestrías agrupados en sus facultades y escuelas:
| Pregrado | Pregrado |
| --- | --- |
| Facultad de Ingeniería | - Ingeniería Aeronáutica - Ingeniería Automotriz - Ingeniería Ambiental - Ingeniería Biomédica - Ingeniería Civil - Ingeniería Electrónica - Ingeniería Eléctrica y de Potencia - Ingeniería Empresarial - Ingeniería Industrial - Ingeniería Mecatrónica - Ingeniería Mecánica - Ingeniería de Diseño Gráfico - Ingeniería de Minas - Ingeniería de Redes y Comunicaciones - Ingeniería de Seguridad Industrial y Minera - Ingeniería de Seguridad Laboral y Ambiental - Ingeniería de Sistemas e Informática - Ingeniería de Software - Ingeniería de Telecomunicaciones - Arquitectura |
| Facultad de Negocios | - Administración, Banca y Finanzas - Administración de Empresas - Administración de Negocios Internacionales - Administración Hotelera y de Turismo - Administración y Marketing - Contabilidad |
| Facultad de Economía | - Economía |
| Facultad de ciencias de la salud | - Enfermería - Nutrición y Dietética - Obstetricia - Terapia Física |
| Facultad de Ciencias de la comunicación | - Ciencias de la comunicación - Comunicación y Publicidad - Diseño Digital Publicitario |
| Facultad de Psicología | - Psicología |
| Facultad de Derecho | - Derecho |
| Educación | - Educación Inicial - Educación Primaria |
| Maestrías | |
| Maestrías Presenciales - Administración de Empresas (MBA) - Docencia Universitaria y Gestión Educativa - Gerencia de Operaciones y Logística - Gestión de la Construcción - Gestión Pública - Project Management - Marketing y Gestión Comercial Maestrías Online - MBA Online - Gestión Pública - Docencia Universitaria y Gestión Educativa - Gestión de la Construcción - Project Management Programa de Especialización - Gestión de Proyectos - Seguridad y Salud en el Trabajo Programas - Innovation Lab - Programa de especialización en Innovación y Aceleración - Inethics Lab - Programa de especialización en Compliance y Ética Empresarial - Intalent Lab - Programa de especialización en Gestión de Talento Humano Curso de Extensión - Agente Inmobiliario | |

## Investigación
Con el fin de mejorar su capacidad investigativa, desde inicios de 2019 la universidad amplió a más de S/ 5,8 millones el presupuesto para investigación académica y científica. También creó direcciones de investigación y lanzó concursos para proyectos en todas sus filiales.
Investiga UTP: revista de investigación científica con su primer número de publicación en marzo de 2018.

### Centros y grupos de investigación
- Agua y Medio Ambiente
- Centro de Investigación en Energías Renovables (CER)
- TICs

### Repositorio digital
| Repositorio             | Filiación Institucional | Dirección web                   | Pregrado | Postgrado | Artículos científicos |
| ----------------------- | ----------------------- | ------------------------------- | -------- | --------- | --------------------- |
| Repositorio Digital UTP | UTP, Alicia (CONCYTEC)  | http://repositorio.utp.edu.pe// | 6839     | 873       | 912                   |

## Estadísticas
Desde su adquisición en 2012 por parte del grupo Intercorp, la población estudiantil de la universidad pasó de 16 974 alumnos a 70 714. Mientras tanto, su utilidad neta creció de S/ 25,4 millones a S/ 85,3 millones; sus ingresos en el mismo período de S/ 222 millones a S/ 503 millones. Un factor importante en estos índices tiene que ver con el respaldo financiero del conglomerado empresarial de Intercorp, que también cuenta con empresas educativas, como la cadena de colegios Innova Schools, la escuela de negocios Zegel Ipae, el instituto IDAT y empresas de otros rubros como los supermercados Vivanda y las cadenas de malls Plaza Vea y Real Plaza, el banco Interbank, etc.

### Rankings académicos
Para evaluar el desempeño de las universidades a nivel nacional y mundial, los rankings de clasificaciones académicas ubican a las instituciones de acuerdo a una metodología científica de tipo bibliométrica con criterios como la reputación académica, la reputación de empleabilidad para los egresantes, citas de investigación a sus repositorios y su impacto en la web. Del total de 92 universidades licenciadas en el Perú, la UTP se ha ubicado regularmente dentro de los 20 primeros puestos a nivel nacional en determinados rankings universitarios nacionales e internacionales. 

## Campus

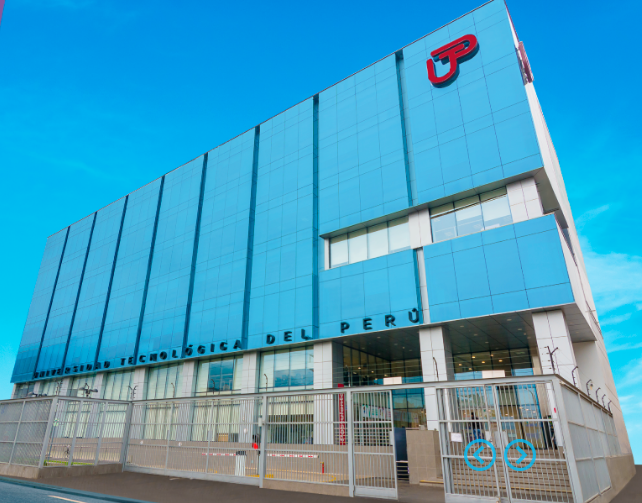
Sede de la UTP en la Av. El Sol, distrito de San Juan de Lurigancho, Lima

La UTP cuenta con un campus universitario principal Lima Centro, mientras que sus filiales se localizan en: Lima Norte, Lima Sur, Lima Este - SJL, Lima Este - Ate, y en las ciudades de Arequipa, Chiclayo, Chimbote, Huancayo, Ica, Piura y Trujillo.

## Convenios internacionales
Algunas de las universidades con las que tiene convenios de intercambio estudiantil:
- Universidad de California en Berkeley.
- Universidad de Le Havre.
- Istituto Europeo di Design.
- Universidad Tecnológica de La Habana José Antonio Echeverría.
- Universidad de Tarapacá.
- Universidad de Alcalá.
- Universidad de la Rioja.
- Universidad de La Laguna.
- Universidad Pontificia Bolivariana.
- Universidad Central.
- Universidad del Rosario.
- Universidad Nacional de Itapúa.